# Роздольне (Старобільський район)
Роздо́льне — село в Україні, у Чмирівській сільській громаді Старобільського району Луганської області Населення — 171 особа.

## Населення

### Мова
Розподіл населення за рідною мовою за даними перепису 2001 року:
| Мова            | Кількість | Відсоток |
| --------------- | --------- | -------- |
| українська      | 154       | 90.06%   |
| російська       | 16        | 9.36%    |
| інші/не вказали | 1         | 0.58%    |
| Усього          | 171       | 100%     |

## Географія
Село розташоване на лівому березі Балки Холодної.